# Aloe tormentorii
Aloe tormentorii (Marais) L.E.Newton & G.D.Rowley è una pianta della famiglia Asphodelaceae, endemica di Mauritius. Localmente è nota con il nome di mazambron.

## Distribuzione e habitat
In passato abbastanza comune su tutta l'isola di Mauritius, questa specie è attualmente ristretta a due delle isole minori che sorgono a nord dell'isola madre: Round Island e Coin de Mire. È stata inoltre reintrodotta su Île Plate e Île aux Aigrettes.
Cresce su pendii rocciosi soleggiati.